# Tehovec
Tehovec är en ort i Tjeckien.   Den ligger i regionen Mellersta Böhmen, i den centrala delen av landet, 25 km sydost om huvudstaden Prag. Tehovec ligger 447 meter över havet och antalet invånare är 220.
Terrängen runt Tehovec är huvudsakligen platt, men åt sydost är den kuperad. Runt Tehovec är det ganska tätbefolkat, med 58 invånare per kvadratkilometer. Närmaste större samhälle är Černý Most, 17,4 km nordväst om Tehovec. I omgivningarna runt Tehovec växer i huvudsak blandskog.